# Allacta interrupta
Allacta interrupta es una especie de cucaracha del género Allacta, familia Ectobiidae. Fue descrita científicamente por Hanitsch en 1925.

## Distribución
Esta especie se encuentra en isla de Borneo.